# Dicranomyia pendulifera
Dicranomyia pendulifera är en tvåvingeart som beskrevs av Alexander 1923. Dicranomyia pendulifera ingår i släktet Dicranomyia och familjen småharkrankar. Inga underarter finns listade i Catalogue of Life.